# مصاحبه (فیلم ۱۹۹۸)
«مصاحبه» (انگلیسی: The Interview (1998 film)) یک فیلم است که در سال ۱۹۹۸ منتشر شد. از بازیگران آن می‌توان به هوگو ویوینگ اشاره کرد.